# Fieseler Fi 99
Dimensions
Le Fieseler Fi 99 Jungtiger (jeune tigre) était un prototype d’avion de compétition allemand des années 1930, monoplan à aile basse biplace, construit par la firme Fieseler. Le pilote et son passager disposaient d’un poste de pilotage fermé. Il était propulsé par un moteur Hirth HM 506A d’une puissance de 160 ch.